# Сумбат I (царь картвелов)
Сумбат I (груз. სუმბატ I; умер в 958 году) — царь картвелов и куропалат, правитель Тао-Кларджети из династии Багратионов с 937 по 958 годы, эристави до 954 года.

## Биография
Сумбат Багратион, был четвёртым и последним сыном первого царя Иберии, Адарнасе IV (888—923). Информация о его жизни почти не сохранилась. По разным причинам именно Сумбат унаследовал правление от своего старшего брата Давида II (923—937) как царя Иберии, когда последний умер бездетным, хотя два других его брата были ещё живы. Вполне вероятно, что Сумбат получил традиционно высокий византийский титул куропалата после смерти своего брата Ашота II.  Владел нижним Тао. Правление Сумбата считается незначительным, несмотря на продолжительность в 21 год.
Со времён правления Адарнасе IV могущественное соседнее царство Абхазия расширило своё влияние во внутренней Иберии и даже превратило царей местных государств в своих вассалов. Это сделало Сумбата простым вассалом Георгия II, царя абхазов, который должен был подчиняться приказам абхазского наместника Иберии — Леона.
Сумбат I умер в 958 году, оставив трон своему старшему сыну Баграту II.
Память о Сумбате также сохранилась благодаря надписям в грузинских церквях Ишхани и Долискана, где написаны слова «Сумбат, наш царь».